# Brand des Manor Hotels

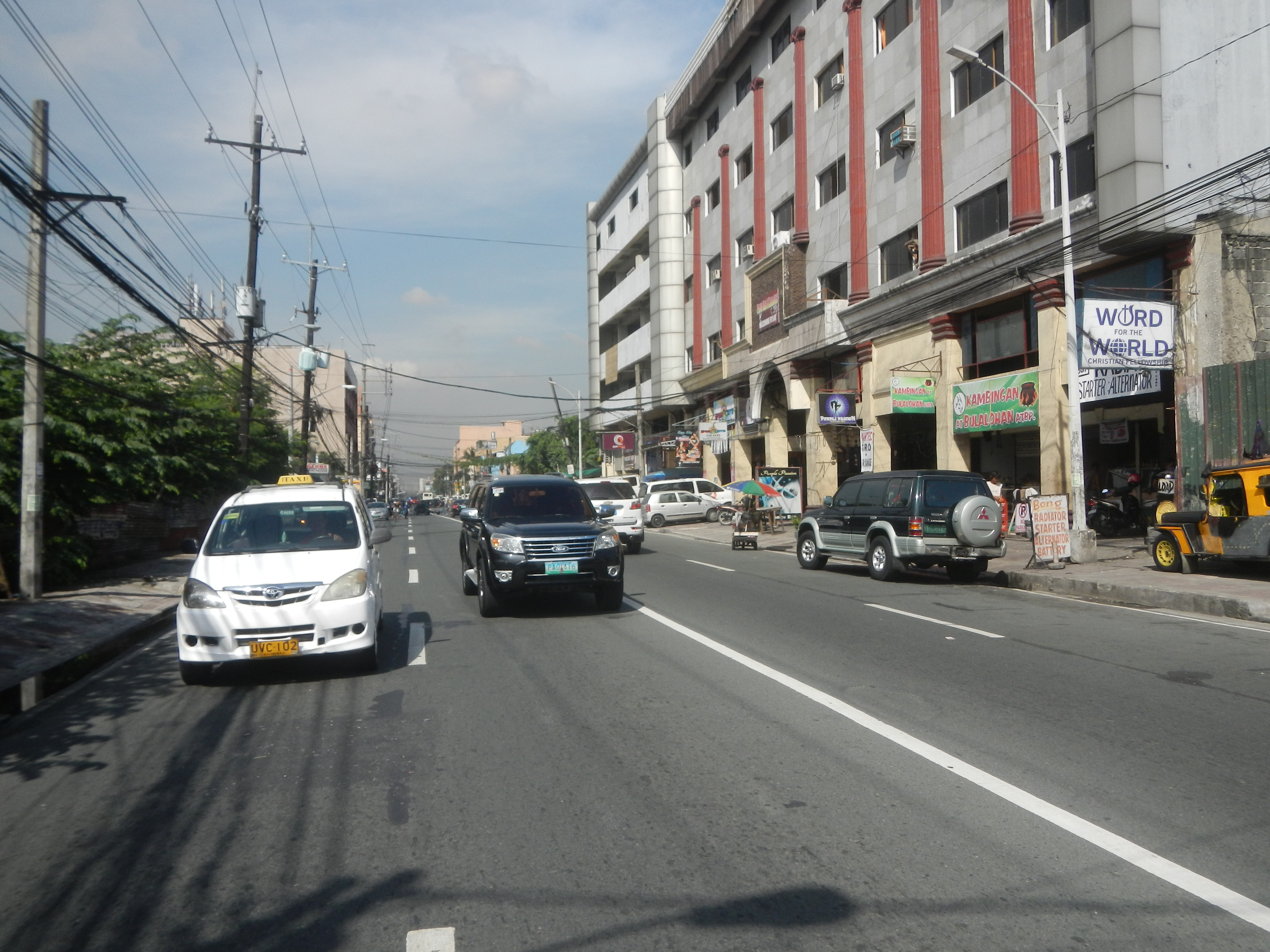
Das ehemalige Gebäude im Jahr 2016

Der Brand des Manor Hotels war ein Hotelbrand in Quezon City, Metro Manila, Philippinen, am 18. August 2001. Bei dem Unglück kamen 70 Menschen ums Leben. Es gilt als die zweitschwerste Brandkatastrophe in der philippinischen Geschichte nach dem Brand des Ozone Nachtclubs im Jahr 1996, ebenfalls in Quezon City.

## Hintergrund
Das Manor Hotel befand sich in einem aus den späten 1970er Jahren stammenden sechsstöckigen Betonbau an der Kamias Road. Viele Fenster waren mit eisernen Gitterstäben gegen Einbruch gesichert, die gleichzeitig die Flucht verhinderten. Auf der Rückseite verfügte das Gebäude über gar keine Fenster.
Zum Zeitpunkt des Brandes waren etwa 236 Gäste im Haus, etwa 172 davon Teilnehmer einer christlichen Konferenz.

## Brandverlauf
Gegen 04:00 Uhr wurde Rauch aus einem Lüftungsauslass bemerkt. Kurz darauf folgte eine Explosion. Augenzeugen berichteten, der Brand habe in einem Kurzschluss in einem Lagerraum im dritten Stock seinen Ursprung, möglicherweise ausgelöst durch eine Klimaanlage. Laut den Ermittlern könnte eine fehlerhafte elektrische Verkabelung die Ursache für das Feuer gewesen sein.
Das Feuer breitete sich schnell über Rauch und Flammen in die oberen Stockwerke aus. Viele Gäste suchten Zuflucht in Badezimmern oder versuchten durch vergitterte Fenster zu entkommen. Feuerwehrleute befreiten 18 Menschen, indem sie die Eisengitter vor den Fenstern durchsägten. Zwei weitere Gäste überlebten, weil sie aus dem Fenster sprangen. Gegen 06:30 Uhr konnte das Feuer gelöscht werden.

## Ursachen für das Ausmaß
Mehrere Gründe verschärften das Unglück:
- Die Fenster waren mit massiven Eisengittern versehen, was vielen Gästen die Fluchtwege versperrte.[1]
- Notausgänge waren blockiert, verschlossen oder führten ins Leere.[7] Ebenso fehlten Feuermelder, Notbeleuchtung und Sprinkleranlagen.[6]
- Die Eigentümer wurden bereits 2000 und 2001 auf Sicherheitsmängel hingewiesen – die behördlichen Warnungen wurden offenbar ignoriert.

## Opfer
Insgesamt starben 70 Personen – nicht wie zuerst berichtet 75 –, davon 62 im Hotel, acht im Krankenhaus. Vermutlich waren die meisten Opfer philippinische Staatsangehörige, vorwiegend Konferenzteilnehmer. Die meisten Todesopfer erstickten oder starben an einer Rauchgasvergiftung. Mindestens 57 weitere Personen erlitten Verbrennungen dritten Grades.

## Ermittlungen und Strafverfahren
Untersuchungen ergaben grobe Verstöße gegen Bau- und Brandschutzvorschriften sowie Missachtung behördlicher Auflagen, die vermutlich von korrupten Beamten gedeckt wurden.
Am 29. März 2019 verurteilte ein Appellationsgericht mehrere Verantwortliche, sowohl Angestellte der städtischen Baubehörde als auch Besitzer und Manager des Hotels, zu langen Haftstrafen.